# Johnny Run Away
A Johnny Run Away című dal az ausztrál Tones and I debütáló kislemeze a The Kids Are Coming című EP-ről. A dal producere Konstantin Kersting volt, és az ausztrál ARIA kislemezlistáján a 12. helyezett volt. A dal arról szól, hogy az emberek nagyon elutasítóak embertársaikkal, valamint családtagjaikkal szemben szerte a világon.

## Előzmények és kiadás
A dalt először a Triple J Unearthed nevű ausztrál zenemegosztóra töltötték fel 2019. március 12-én, majd a dalt 12 órán belül ár a Triple J nevű rádióállomás is játszotta. Hivatalosan 2019. március 1-től lehetett letölteni, és stramelni.

## Kritikák
Natalie O'Drisscol a Blang GC-ből a dalt északi ihletésű dallamos elektro-poppos szerzeménynek jellemezte, mely nagyon fontos történetet mesél el. Declan Bírne a Triple J rádióállomástól egy fülbemászó pop-jam dalnak nevezte, ahol Tones lenyűgöző hangja rögtön magával ragad.

## Videoklip
A dalhoz tartozó videoklipet Luke Dunning rendezte, és 2019. február 28-án jelent meg.

## Slágerlista
| Slágerlista (2019) | Legjobb helyezés |
| ------------------ | ---------------- |
| Ausztrália (ARIA)  | 12               |
| Írország (IRMA)    | 83               |

## Kiadások
| Régió      | Dátum            | Formátum(s)                    | Label     |
| ---------- | ---------------- | ------------------------------ | --------- |
| Ausztrália | 2019. március 1. | Streaming , digitális letöltés | Bad Batch |

## Minősítések
| Ország          | Minősítés  | Eladások |
| --------------- | ---------- | -------- |
| Ausztrália ARIA | 2x platina | 140.000  |